# Triptófano 2'-dioxigenasa
La triptófano 2-'dioxigenasa (EC 1.13.99.3) es una enzima que cataliza la siguiente reacción química:
Por lo tanto los dos sustratos de esta enzima son L-triptófano, oxígeno y un ion hidrógeno, mientras que sus tres productos son (indol-3-il)glicolaldehído, dióxido de carbono, y amonio.

## Clasificación
Esta enzima pertenece a la familia de las oxidorreductasas, más específicamente a aquellas oxidorreductasas que actúan sobre un único dador de electrones, utilizando oxígeno molecular como oxidante y con la incorporación de dos átomos de oxígeno en el sustrato. De momento se encuentra dentro del grupo misceláneas, o enzimas que requieren una posterior caracterización.

## Nomenclatura
El nombre sistemático de este tipo de enzimas es L-triptófano:oxígeno 2'-oxidorreductasa (con-escisión-de-cadena-lateral). Otros nombres de uso común pueden ser indol-3-alcano alfa-hidroxilasa, triptófano cadena-lateral alfa, beta-oxidasa, triptófano cadena lateral oxidasa II, triptófano cadena-lateral oxidasa, TSO, indolil-3-alcan alfa-hidroxilasa, triptófano cadena lateral oxidasa tipo I, TSO I, TSO II, y triptófano cadena lateral oxidasa.

## Papel biológico
Esta enzima participa en el metabolismo del triptófano. Utiliza un grupo heme como cofactor.